# Hugh Stewart (homme politique canadien)
Pour les articles homonymes, voir Hugh Stewart et Stewart.
Hugh Stewart (15 mai 1861-12 février 1933) est un homme politique canadien de la Colombie-Britannique. Il est député provincial libéral de la circonscription britanno-colombienne de Comox de 1916 à 1920,.